# CQ DL
 (juillet 2025).
Si vous disposez d'ouvrages ou d'articles de référence ou si vous connaissez des sites web de qualité traitant du thème abordé ici, merci de compléter l'article en donnant les références utiles à sa vérifiabilité et en les liant à la section « Notes et références ».
 (mars 2025).
CQ DL (de « CQ », l'homonyme de seek you « seek you», et de « DL », préfixe de l'Allemagne pour l'UIT  est un magazine mensuel destiné aux radio amateurs publié en Allemagne. C'est le plus grand magazine radioamateur d'Allemagne. Le CQ DL est publié par le Deutschen Amateur-Radio-Club (DARC). Chaque membre du DARC reçoit un abonnement gratuit.

## Histoire
Après la Seconde Guerre mondiale, deux magazines ont été fondés : QRV Amateur Radio (publié par Körner-Verlag) et, en guise de rétablissement, le magazine CQ, une publication de l'Association allemande de radio amateur (DARC). Avec la fondation d'un club de radioamateur unifié pour toute l'Allemagne de l'Ouest (le DARC) les deux magazines de radioamateur QRV Amateur Radio et CQ ont été fusionnés en une seule publication, sous le nouveau nom de Das DL-QTC.
Le DL-QTC a été publié sous cette forme jusqu'en 1971. Après cela, les deux se sont à nouveau séparés et le DARC a publié son magazine de radio amateur sous le nom de cq-DL — qui est publié depuis 1972 — sous le titre légèrement modifié CQ DL.

## Contenu
En plus des nouveautés dans le domaine de la radio amateur, des rapports de test et des instructions de construction, notamment pour les antennes et les équipements supplémentaires sont publiés. Il existe des articles sur les aspects théoriques de la radio amateur, y compris les instructions d'utilisation de la radio et des sujets connexes, notamment la technologie informatique.
Depuis 2013, le QC DL est également disponible en version numérique.